# Thym faux pouliot
Espèce
Le Thym faux pouliot, Thym à larges feuilles, Thym de bergère ou Thym commun[réf. souhaitée] (Thymus pulegioides), est une espèce de plantes à fleurs de la famille des Lamiacées appartenant au genre Thymus. C'est un sous-arbrisseau originaire d'Europe.

## Description
Il s'agit d'une plante aromatique basse, d'environ 5 à 30 cm de hauteur ; elle est tapissante, aux petites feuilles ciliées à la base, opposées, ovales ou arrondies, aux rameaux allongés, les florifères nettement quadrangulaires avec des poils plus longs sur les angles, aux inflorescences s'allongeant en épis.
C'est une plante des zones ensoleillées, broussailles, prés secs, rochers, jusqu'à 2 000 m d'altitude.

## Synonymes
- Thymus chamaedrys
- Thymus callitrichifolius
- Thymus effusus
- Thymus glaber
- Thymus oreus
- Thymus ovatus

## Huiles essentielles
Thymus pulegioides est utilisé en parfumerie.
La chimie du sol :
La chimie du sol, en tant que facteur environnemental, peut influencer à la fois le rendement et la composition chimique des huiles essentielles, les produits industriels naturels, dans les huiles essentielles contenant des plantes.
Cette étude a évalué les effets du pH du sol, de l'humus, du phosphore mobile, du potassium mobile et de 14 éléments chimiques du sol sur les pourcentages d'huile essentielle et de leurs principaux composés chimiques dans la matière première du gros thym (Thymus pulegioides L.).
Les résultats ont montré que l'augmentation de la quantité d'aluminium, de cuivre, de fer, de potassium et de manganèse dans le sol des habitats était accompagnée d'une diminution de la quantité d'huiles essentielles dans la matière première de Thymus pulegioides.
La présence d'une quantité plus élevée de phosphore mobile dans le sol peut influencer positivement la biosynthèse de l'acétate d'α-terpinyle.
L'augmentation du soufre dans le sol s'est accompagnée d'une augmentation des pourcentages de carvacrol et de linalol et d'une diminution du pourcentage de p-cymène dans les huiles essentielles de Thymus pulegioides.
La présence de quantités plus élevées de manganèse dans le sol peut stimuler et inhiber la biosynthèse des principaux composés des huiles essentielles des chémotypes de Thymus pulegioides. Géraniol et carvacrol, respectivement.

Les conditions météorologiques et stades de croissance :

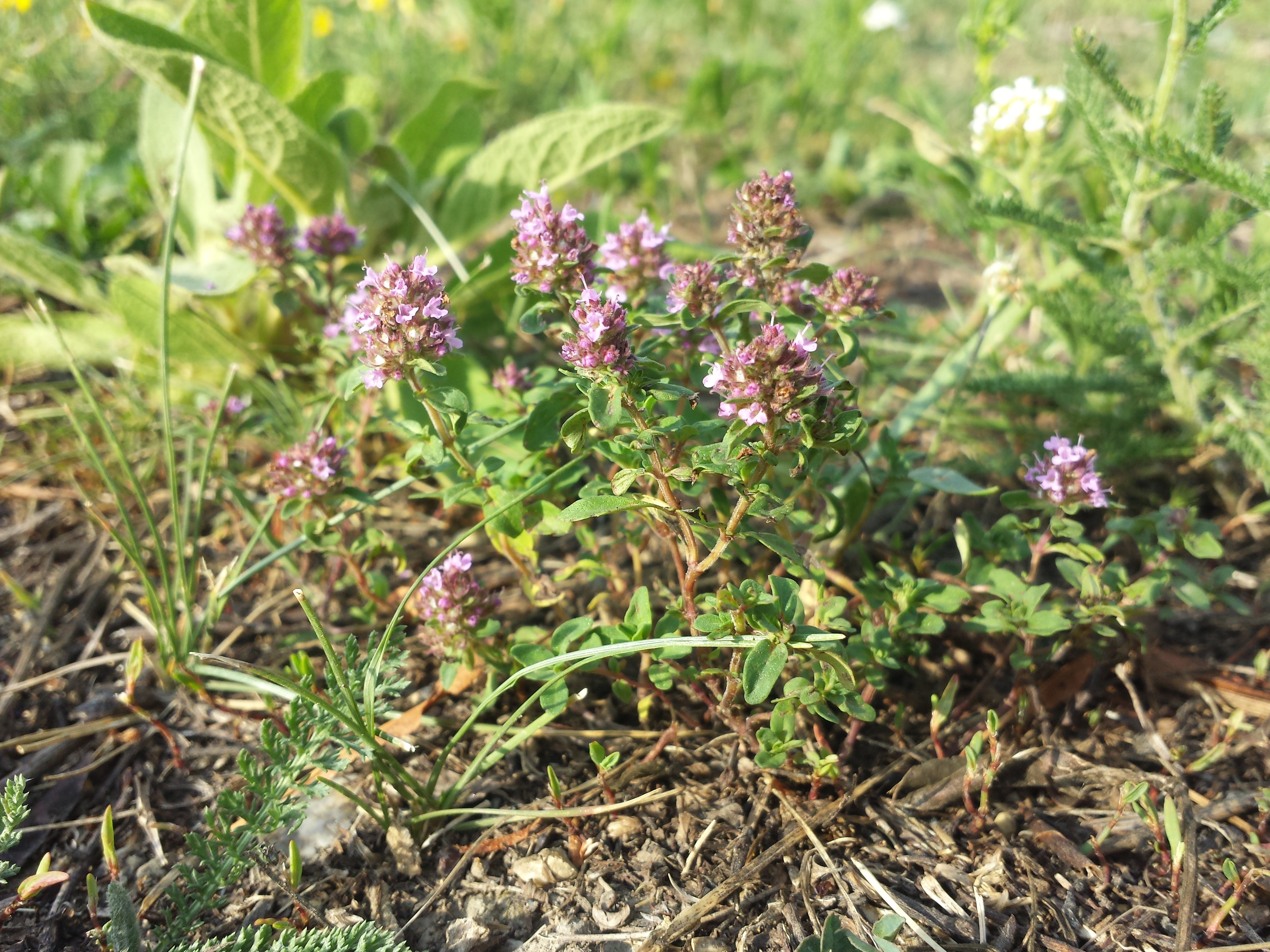

Les effets des conditions météorologiques (température, précipitations, rayonnement solaire photosynthétiquement actif et durée d'ensoleillement) et des stades de croissance des plantes sur la composition quantitative d'un métabolite secondaire - l'huile essentielle et ses principaux composés, (comme le carvacrol) de Thymus pulegioides, ont été étudiés dans les mêmes conditions environnementales pendant six ans. Dans cette étude, le rendement en huile essentielle variait de 0,72% à 0,98% au stade de pleine floraison.
La teneur en carvacrol la plus élevée a coïncidé avec le rendement en huile le plus élevé au stade de la fructification.
La quantité d'huile essentielle a également été mesurée au deuxième stade de pleine floraison, car après avoir coupé la partie aérienne de la plante au stade de pleine floraison, Thymus pulegioides fleurit souvent pour une deuxième fois mais a accumulé 21% de rendement en moins à ce stade par rapport à la première floraison.

## Utilisation

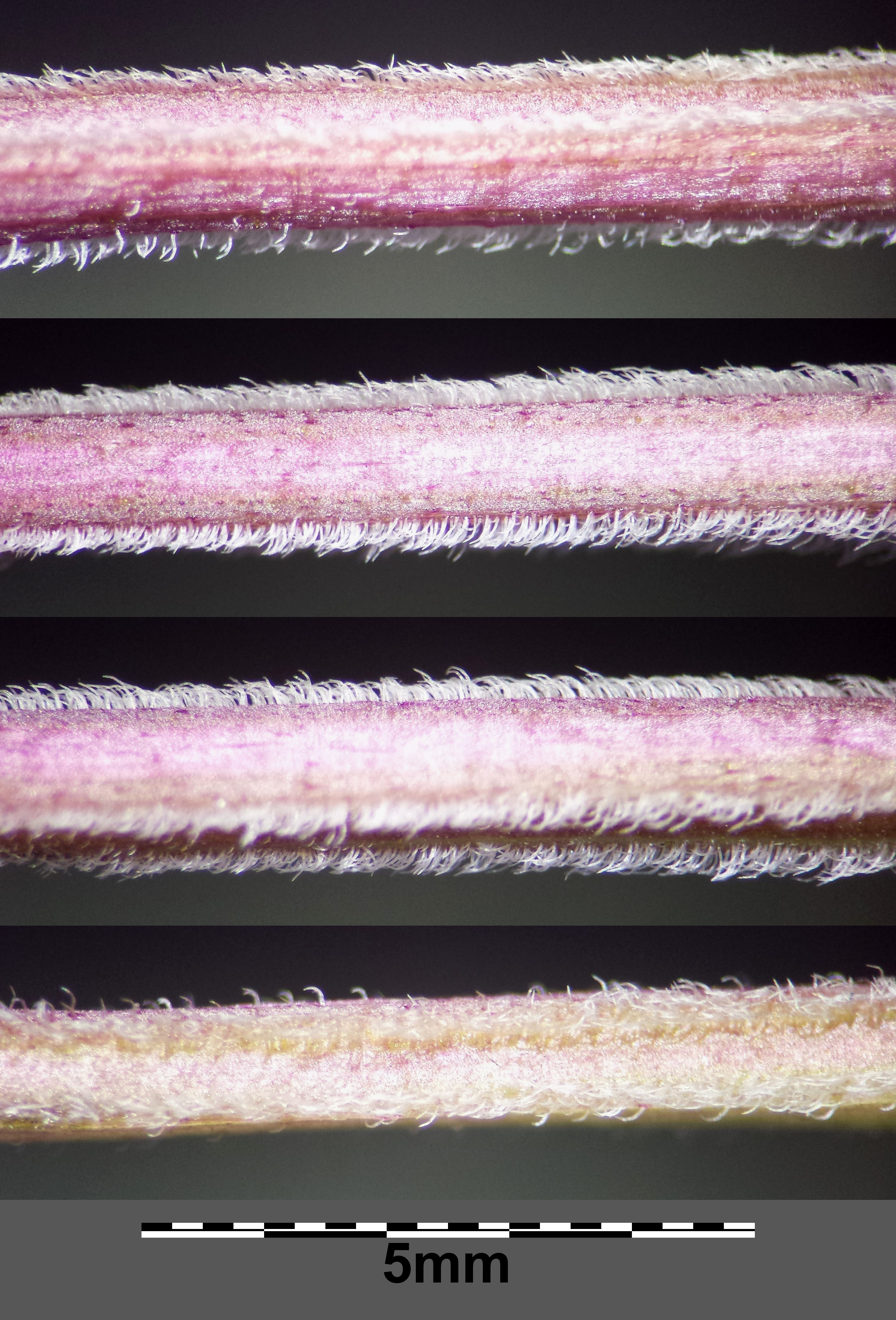
Tiges de Thymus pulegioides

- Bactéricide, stomachique, cicatrisante

Plante riche en dérivés du thymol, on l'utilise en cuisine comme les autres espèces du genre Thymus. Elle possède également de nombreuses propriétés : bactéricide, stomachique, cicatrisante
Les propriétés anti-radicalaires et antibactériennes de Thymus pulegioides L. poussant à l'état sauvage ont été étudiées dans cette étude.
Il a été constaté que les extraits de chémotypes phénoliques contenant des concentrations remarquables de thymol et / ou de carvacrol étaient des piégeurs de radicaux libres DPPH et ABTS plus puissants dans les systèmes modèles.
L'activité antibactérienne des extraits dépendait du chémotype végétal, de la préparation de l'extrait, du solvant utilisé et enfin de la sensibilité des bactéries. Bacillus cereus, Micrococcus luteus, Staphylococcus epidermidis et Staphylococcus aureus étaient les plus sensibles à tous les extraits appliqués, tandis qu'Escherichia coli, Salmonella typhimurium et Enterobacter aerogenes restaient résistants.
- Activités antioxydantes, anti-prolifératives, neuroprotectrices, anti-âge et anti-diabétiques

Le potentiel de Thymus pulegioides L. comme source de constituants phénoliques et les activités antioxydantes, anti-prolifératives, neuroprotectrices, anti-âge et anti-diabétiques des décoctions aqueuses de Thymus pulegioides L(AD) et des extraits hydro-éthanoliques (HE) ont été étudiés et comparés pour la première fois dans cette étude.
L'acide rosmarinique était le principal composé phénolique. De plus, de grandes quantités de lutéoline-O-hexuronide, ériodictyol-O-hexuronide et de l'hexoside de chrysoeriol ont été trouvés. Les deux extraits ont montré une activité antioxydante et antiproliférative significative in vitro contre les cellules Caco-2 et une hépatotoxicité réduite.
En général, les deux extraits de Thymus pulegioides L ont montré une faible activité antidiabétique, des effets anti-âge modérés et une activité neuroprotectrice élevée, montrant une inhibition de 80% de l'activité acétylcholinestérase et 94% d'inhibition de l'activité tyrosinase.
Cela met en évidence le potentiel important de cette plante.